# گنجشک روباهی
گنجشک روباهی (نام علمی: Passerella iliaca) نام یک گونه از تیره زردپره‌ایان است.